# Ario (kommun)
Ario är en kommun i Mexiko.   Den ligger i delstaten Michoacán de Ocampo, i den södra delen av landet, 270 km väster om huvudstaden Mexico City.
Följande samhällen finns i Ario:
- Ario de Rosales
- Zatzio
- Pablo Cuin
- Urapa
- San José de Chuén
- El Chupadero
- Tipitarillo
- Tunácuaro
- Araparícuaro
- Nuevo de Chuén
- Las Escobillas
- Buensuceso
- Puentecillas
- El Agostadero
- El Guayabo Colorado
- Rincón de la Yerbabuena
- Los Pareos
- La Barrita
- Tres Palos
- San Cayetano
- Tirindiritzio
- La Cantera
- Tahuenambo
- El Valle